# Deadly Dozen: Pacific Theater
Deadly Dozen: Pacific Theater es un videojuego de disparos en primera persona de la Segunda Guerra Mundial desarrollado por nFusion Interactive orientado en un escuadrón-basado y secuela del Deadly Dozen.

## Gameplay
El título hace referencia de la famosa película de la Segunda Guerra Mundial The Dirty Dozen, pero disgusta el predecesor en el plato en la Guerra del Pacífico y más de los niveles tocan lugar en largas áreas de árboles. Sigue a el regular combate de infantería, el juego bajo la característica de vehículos.

## Recepción
Ser un presupuesto del precio del juego, el juego recibió críticas positivas, puntuando en estadística de 78,4% en GameRankings y 79 fuera de 100 en Metacritic.